# Afryka Wschodnia

Państwa Afryki Wschodniej (według ONZ)

Afryka Wschodnia – umowny region geograficzny w Afryce obejmujący tereny na wschód od Nilu i Wielkiego Rowu Afrykańskiego, w tym wyspy na Oceanie Indyjskim, tradycyjnie zaliczane do Afryki.
Do Afryki Wschodniej zazwyczaj zalicza się następujące państwa:
- Burundi
- Dżibuti
- Erytrea
- Etiopia
- Kenia
- Komory
- Madagaskar
- Mauritius
- Rwanda
- Seszele
- Somalia
- Tanzania
- Uganda

oraz terytorium zależne Reunion. Czasem do Afryki Wschodniej zalicza się też Mozambik, Sudan i Sudan Południowy. Z drugiej strony termin ten bywa też niekiedy stosowany jedynie na określenie państw położonych wokół Jeziora Wiktorii, a więc Kenii, Tanzanii, Ugandy, czasem też Rwandy i Burundi.

## Języki urzędowe
Języki urzędowe używane w Afryce Wschodniej, to:
- amharski: Etiopia
- angielski: Kenia (razem ze swahili),  Seszele, Sudan Południowy, Tanzania (razem ze swahili), Uganda (razem ze swahili)
- arabski: Somalia (razem z somalijskim) i Sudan
- francuski: Burundi (razem z kirundi), Dżibuti, Komory, Madagaskar, Rwanda
- kirundi: Burundi
- somalijski: Somalia (razem z arabskim)
- swahili (razem z angielskim): Kenia, Tanzania, Uganda
- tigrinia: Erytrea

## Religia
Struktura religijna w 2015 roku, według The Association of Religion Data Archives:
- protestanci – 31,6%:
  - zielonoświątkowcy – 8,9%,
  - anglikanie – 7%,
  - pozostali – 15,8% (w tym: luteranie, baptyści, ewangelikalni, kalwini, adwentyści dnia siódmego i metodyści)
- muzułmanie – 22,1%:
  - sunnici – 19,8%,
  - szyici – 1,4%,
- katolicy – 20,1%,
- prawosławni – 10,7%,
- tradycyjne religie plemienne – 8,7%,
- pozostali chrześcijanie – 2,7% (w tym Kościół Nowoapostolski i świadkowie Jehowy),
- brak religii – 0,5%,
- hinduiści – 0,4%,
- bahaiści – 0,3%,
- pozostali – 2,7%.